# Actualité juive
 (mai 2023).
Actualité juive (typographié Actualité Juive par son éditeur) est un hebdomadaire de référence de la communauté juive de France. Il paraît tous les mercredis et touche plus de 90 000 lecteurs par semaine. Il est tiré à 17 500 exemplaires environ, sur tout le territoire national et en Israël, chaque mercredi, dont 13 500 vendus en kiosque.

## Histoire
Le journal fut fondé en tant qu'hebdomadaire national en 1982 par Serge Benattar (1949-2011) et son épouse Lydia. Témoin de son temps, c'est un dépositaire de la  mémoire vive de la communauté juive de France pendant trois décennies. Il a été d'abord publié sous le nom Actualité juive Hebdo sous la forme d'un journal gratuit. Serge de Lydia Benattar avaient fait premier essai dans la presse avec le journal Aleph (1979-1981).

## Contenu et politique éditoriale
Actualité juive couvre l'actualité juive en France et en Israël. Dans les principales sections du journal sont couvertes : actualité en France et en Israël, opinions, société, judaïsme, culture. Une place est faite aux billets de lecteurs ("A vos plumes et vos claviers"). Les acteurs de la vie communautaire juive sont régulièrement interviewés.